# Harpactea nuragica
Harpactea nuragica là một loài nhện trong họ Dysderidae.
Loài này thuộc chi Harpactea. Harpactea nuragica được miêu tả năm 1966 bởi Alicata.